# Les Mathématiques des Simpson
Les Mathématiques des Simpson (The Simpsons and Their Mathematical Secrets) est un livre écrit en 2013 par Simon Singh, basé sur le principe que « de nombreux auteurs des Simpson sont profondément amoureux des nombres et leur désir ultime est de diffuser par petites bouchées des morceaux de mathématiques dans le subconscient des spectateurs »,.

## Concept du livre
Le livre compile toutes les références mathématiques utilisées tout au long de la série et les analyse en détail. Plutôt que de simplement expliquer les concepts mathématiques dans le contexte des épisodes des Simpson dans lesquels ils apparaissent, l'auteur, Simon Singh « les utilise comme point de départ pour des discussions animées sur des sujets mathématiques, des anecdotes et de l'histoire ». Les sujets abordés incluent le dernier théorème de Fermat, sur lequel Singh a écrit un livre, ou l'identité d'Euler. Un chapitre est consacré à « Homer3 » dans l'épisode Simpson Horror Show VI, dans lequel Homer se retrouve dans la troisième dimension (rendu avec des images de synthèse de pointe à l'époque). Singh souligne de nombreuses références mathématiques dans cet épisode, telles que l'équation cosmologique (ρ m0 >3H02/8πG) qui décrit la densité de l'univers. Singh discute de plusieurs équations qu' Homère a écrites au tableau dans La Dernière Invention d'Homer, dont une qui prédit la masse du boson de Higgs : « Si vous la calculez, vous obtenez une masse d'un boson de Higgs à peine supérieure à sa masse nanométrique réelle. C'est assez étonnant, car Homère fait cette prédiction quatorze ans avant sa découverte »,. 

## Réception critique
Le Guardian a décrit ce livre comme une « introduction lisible et sans danger à divers concepts mathématiques ». Le New York Times l'a décrit comme un « livre très divertissant ». Le livre a été bien accueilli par l'équipe des Simpson ; le scénariste des Simpson et co-créateur de Futurama David X. Cohen a déclaré : « L'excellent livre de Simon Singh révèle une conspiration de plusieurs décennies visant à éduquer les téléspectateurs de dessins animés ». Mike Reiss l'a comparé favorablement aux œuvres de Martin Gardner.